# Michael Pay
Michael Pay (* 28. Dezember 1914 in Graz; † 5. Oktober 2005 in Hörgas-Enzenbach, Gemeinde Eisbach) war ein österreichischer Politiker (SPÖ). Er war von 1962 bis 1975 Abgeordneter zum Nationalrat.

## Leben und Wirken
Pay  besuchte nach der Volksschule die Bürgerschule und erlernte in der Folge den Beruf des Zimmermanns. Er war zunächst von 1930 bis 1931 als Maschinenarbeiter bei den Puch-Werken in Graz tätig und war danach arbeitslos. Ab 1937 war er als Hilfsarbeiter und ab 1938 als Zimmererlehrling im Zimmereibetrieb Konrad in Graz beschäftigt. Die Gesellenprüfung legte er während eines Fronturlaubs im Sommer 1943 ab. Er fand von November 1945 bis Dezember 1951 Arbeit als Zimmermann im Städtischen Wirtschaftshof Graz und wurde Angestellter. Des Weiteren besuchte er die zweijährige Abendschule des Österreichischen Gewerkschaftsbundes. 
Pay engagierte sich zwischen 1958 und 1960 als Gemeinderat in Voitsberg und war ab 1965 Gemeinderat in Köflach, wo er vom 21. Mai 1975 bis zum 10. Dezember 1978 Bürgermeister war. Des Weiteren hatte er zwischen 1952 und 1963 das Amt des Bezirkssekretärs der SPÖ-Voitsberg inne und war darüber hinaus Mitglied der Landesparteileitung der SPÖ Steiermark. Er vertrat die SPÖ zwischen dem 14. Dezember 1962 und dem 4. November 1975 im Österreichischen Nationalrat.